# Fundusz dla Odmiany
Fundusz dla Odmiany (FDO) – ogólnopolska organizacja pozarządowa działająca na rzecz społeczności LGBT+ poza największymi miastami, głównie w małych miastach i na wsi. Fundusz powstał w 2019 roku z inicjatywy Aleksandry Muzińskiej i Małgorzaty Maciejewskiej, działaczek LGBT+ związanych wcześniej ze Stowarzyszeniem Miłość Nie Wyklucza. Fundusz posiada status organizacji pożytku publicznego (OPP).
Misją organizacji jest:
- Wzmacnianie osób i grup, które chcą tworzyć otwarte społeczności, przekazywanie im mini-grantów, podpowiadanie jak mądrze wspierać i ułatwianie działania.
- Mobilizowanie sojuszników do działania i odważnego wspierania osób LGBT+.
- Budowanie społeczności ludzi, dla których ważne jest tworzenie lokalnych i oddolnych działań na rzecz osób LGBT+ poza dużymi miastami.

W grudniu 2020 roku Fundusz dla Odmiany otrzymał nagrodę biznesową LGBT+ Diamonds Awards w kategorii „Partnerstwo roku”.

## Granty na lokalne działania LGBT+
Fundusz organizuje konkursy grantowe dla organizacji, grup nieformalnych, kolektywów i osób indywidualnych, które już działają lub chciałyby zacząć działać na rzecz akceptacji osób LGBT+ w swojej lokalnej społeczności. Organizacja priorytetowo traktuje inicjatywy, które:
- działają na wsi lub w małych miastach, lub na rzecz społeczności LGBT+ w małych miastach i na wsi, a jeżeli działają w dużych miastach, to na poziomie osiedla lub dzielnicy,
- działają w miejscowościach, gdzie do tej pory nie było żadnych działań na rzecz osób LGBT+,
- działają na rzecz osób: niebinarnych, transpłciowych, interpłciowych, queerowych, lub innej grupy wewnątrz społeczności osób LGBT+ wymagającej szczególnego wsparcia, pomocy lub ochrony,
- skupiają się na tej części społeczności osób nieheteronormatywnych, które doświadczają dyskryminacji krzyżowej, np. osoby LGBT+ z niepełnosprawnościami, nieheteronormatywne kobiety mieszkające na wsi i w małych miejscowościach[2].

Od 2020 roku Fundusz przekazał granty w kwocie 465 000 zł na lokalne działania w 57 miejscowościach, w tym w Krośnie, Wygnance Legnicy, Nowinach k. Złotowa, Bydgoszczy i Gnieźnie.

## Partycypacyjność
Fundusz dla Odmiany jest drugą po Funduszu Feministycznym organizacją w Polsce, która przyznaje granty w formule partycypacyjnej. Partycypacyjność polega na wzajemnej społecznościowej ocenie wniosków i oddaniu decyzji o przyznaniu grantów tym grupom i inicjatywom, które starają się o grant. Na podstawie oceny społecznościowej tworzony jest ranking, który podlega weryfikacji przez Panel Społecznościowy. W jego skład wchodzą byli grantobiorcy i darczyńcy Funduszu, a także osoby eksperckie z lokalnych społeczności. Zadaniem Panelu jest sprawdzenie czy ocena społeczności odzwierciedla priorytety Funduszu i w razie konieczności przyznanie dodatkowych grantów.
Według badaczki systemów partycypacyjnych Cynthii Gibson, wdrożenie partycypacyjnych mechanizmów przy przyznawaniu grantów skutkuje: demokratyzacją filantropii, lepszymi decyzjami i rezultatami finansowanych działań, promocją równości i sprawiedliwości społecznej oraz wzmocnieniem więzi, zaufania i zaangażowania samej społeczności.

## Kampania „Kolory Nadziei”
W czerwcu 2022 roku organizacja uruchomiła kampanię „Kolory Nadziei”. Akcja składała się z sześciu spotów wideo prezentujących historie osób i grup LGBT+, które z pomocą Funduszu zorganizowały lokalne działania dla osób LGBT+. W kampanii wystąpili:
- Maria Jaszczyk, emerytowana nauczycielka z Nowin k. Złotowa
- Tęczowa Legnica – lokalna grupa osób LGBT+ i sojuszników
- Greta Pękała wraz z grupą Tęczowy Tarnów
- Śląsk Przegięty – nieformalny kolektyw queerowy ze Śląska
- Ef Furgał wraz z Fundacją Dziewczyny w Spektrum z Krakowa
- Grupa Artystyczna TERAZ POLIŻ wraz z prof. Krystyną Duniec

## Badanie społeczne życzliwości wobec osób LGBT+ w Polsce
Latem 2021 roku organizacja przeprowadziła pierwsze w Polsce badanie sojusznictwa i życzliwości wobec osób LGBT+. Badanie zostało przeprowadzone na własne strategiczne potrzeby organizacji, jednak częściowe wnioski z badań zostały przedstawione opinii publicznej.

## Fundusze współpracujące
Fundusz dla Odmiany wraz z partnerami zewnętrznymi prowadzi tzw. fundusze współpracujące na zasadzie wspólnej inicjatywy lub dając osobowość prawną i wsparcie już istniejącymi funduszom prowadzonym przez grupy nieformalne. Obecnie funkcjonują w ten sposób: 
- Fundusz Solidarnościowy im. Milo Mazurkiewicz – oddolna i nieformalna inicjatywa pomocowa dla osób trans kobiecych i niebinarnych, założona w 2020 roku przez: Zuzannę Mazur, Helenę de Cleyre, Maję Buk, Lenę Rodziewicz i Dag Fajt. Fundusz pielęgnuje pamięć Milo Mazurkiewicz(inne języki), transpłciowej aktywistki, której samobójcza śmierć w 2019 roku wstrząsnęła społecznością LGBTQIA[18][19].
- Fundusz Miast Maszerujących – wspólna inicjatywa Funduszu dla Odmiany i Koalicji Miast Maszerujących po równość osób LGBT+, gromadzącej ponad 30 niezależnych lokalnych organizacji i grup nieformalnych organizujących marsze równości w całej Polsce. Fundusz oferuje minigranty na organizację marszów równości w małych miastach.